# Ilgotis
Ilgotis je řeka v Litvě, v Žemaitsku, v okrese Šilalė. Pramení u vsi Apidėmės, 4 km na jihojihovýchod od města Šilalė, při silnici č. 164 Šilalė – Tauragė. Klikatí se v celkovém směru západním. Do řeky Jūra se vlévá u vsi Kirnės jako její levý přítok 108,4 km od jejího ústí do Němenu.

## Přítoky
- Pravé: Nerema (vlévá se 2,1 km od jeho ústí)
- Vlevo je několik propojení kanály do řeky Nemylas

## Komunikace křižující řeku
Silnice Jucaičiai – Šilalė, cesta Jucaičiai – Jokūbaičiai, cesta ze vsi Jokūbaičiai na jih, silnice č. 165 Šilalė – Vainutas.

## Obce při řece
- Pravý břeh: Vingininkai, Lentinė, Jokūbaičiai, Pailgotis, Kirnės
- Levý břeh: Jucaičiai, Kūtymai, Rugienos, Keberkščiai

### Další objekty při řece
Mytologický balvan "Pailgočio mitologinis akmuo" o 1 km dále po proudu "Didysis akmuo" (Veliký kámen; výška: 2,4 m, délka: 5,2 m, šířka: 4,8 m). Ve vsi Pailgotis pohřebiště z 2. – 8. století. Protéká lesy Pagramantiského lesního masívu, dále lesy "Beržiniškinės miškas" a "Raganynės miškas".